# Pomona (Australia)
Pomona – miasto w Australii, w stanie Queensland.